# Puget Sound
De Puget Sound is een zeearm van de Stille Oceaan, in het noordwesten van de Verenigde Staten. De Engelse term sound verwijst naar een grote baai, zeearm of zeestraat.
De Puget Sound strekt zich uit van Admiralty Inlet in het noorden tot Olympia, de hoofdstad van de staat Washington, in het zuiden, en vormt een goede natuurlijke haven.
De agglomeratie Seattle, met ongeveer 4 miljoen inwoners, is rond de Puget Sound gelegen.